# Nedcolbertia
Nedcolbertia is een geslacht van vleesetende therpode dinosauriërs, behorend tot de groep van de Coelurosauria, dat tijdens het vroege Krijt (Barremien) leefde in het gebied van het huidige Noord-Amerika. De enige benoemde soort is Nedcolbertia justinhofmanni.

## Vondst en naamgeving
In 1993 groef Christopher Whittle ten zuiden van Cisco in het oosten van Utah drie skeletten op van een kleine roofsauriër. In 1995 werden die in de literatuur vermeld. In 1996 werd in de pers bekendgemaakt dat de soort benoemd zou gaan worden onder de naam "Nedcolbertia whittlei". Eind 1997 echter schreef creditcardmaatschappij Discover Card een prijsvraag uit voor kinderen met als hoofdprijs dat er een dinosauriër naar je vernoemd zou worden. In januari 1998 werd die gewonnen door de zes jaar oude Justin Hofmann uit New Jersey.

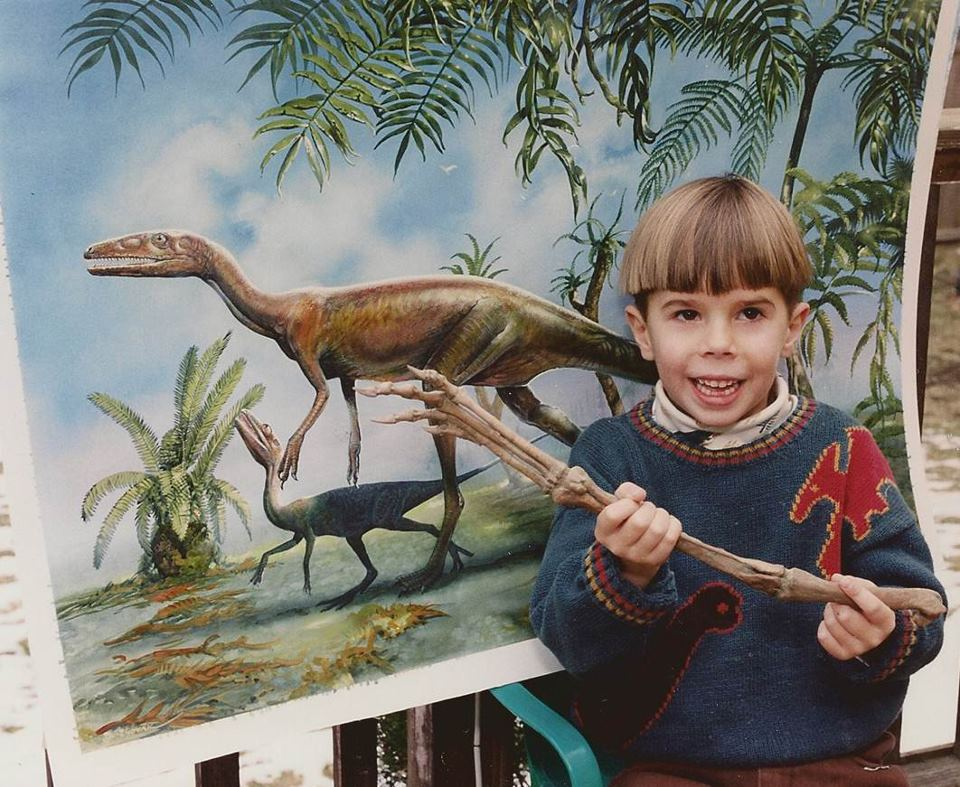
Justin Hofmann met de rechterachterpoot van de gedeeltelijk naar hem vernoemde soort

In oktober 1998 werd de typesoort Nedcolbertia justinhofmanni benoemd en beschreven door James Kirkland, Brooks Britt, Whittle, Scott Madsen en Donald Burge. De geslachtsnaam eert de paleontoloog Edwin Harris Colbert. De soortaanduiding eert prijswinnaar Justin Hofmann. Per abuis werd in het beschrijvende artikel ook de spelling "justinhoffmanni" gebruikt; in 2009 werd door Britt eenduidig voor justinhofmanni gekozen.
Het holotype, CEUM 5071, is gevonden in de Yellow Cat-afzetting aan de basis van de Cedar Mountain Formation, welke afzetting dateert uit het Barremien. Het bestaat uit een gedeeltelijk skelet zonder schedel. Bewaard zijn gebleven: de achterste sacrale wervel, de voorste elf ruggenwervels, een opperarmbeen, een schaambeen, stukken van de zitbeenderen en belangrijke delen van beide achterpoten. Het gaat om een jong dier. De paratypen, uit dezelfde afzetting opgegraven, waren twee skeletten van meer volwassen exemplaren: CEUM 5072, een zeer fragmentarisch skelet zonder schedel met delen uit de meeste lichaamsdelen waaronder ook enkele vingerkootjes en handklauwen; en CEUM 5073, wat staartwervels, stukken van een ravenbeksbeen en het bovenstuk van een opperarmbeen. De specimina lagen niet in verband en waren sterk geërodeerd. Ze maken deel uit van de collectie van het College of Eastern Utah Prehistoric Museum. Aanvullend fragmentarisch materiaal is westelijker gevonden in de Dalton West Quarry.

## Tafonomie
De drie skeletten werden op ongeveer vijftig meter van elkaar in een lichtkleurige, groen-paarse kleisteen van de Dalton Wells Dinosaur Quarry gevonden. In associatie met de beenderen van Nedcolbertia werden tandplaten van een longvis, de tanden van krokodillen en fragmenten van schildpadpantsers aangetroffen, wat erop wijst dat de beenderen in een aquatische omgeving afgezet en geconserveerd werden. Het voorkomen van talrijke schubben van vissen, die ingesloten zijn in spiraalvormige coprolieten, en het voorkomen van een fragmentarische vinstekel van de haai Hybodus, wijzen erop dat de beenderen in een zoet waterhabitat afgezet werden. Van alle drie de skeletten werden ongeveer dezelfde beenderen bewaard, wat op dezelfde doodsoorzaak wijst en op dezelfde manier van opname in het sediment. Geen enkel skelet lag in anatomisch verband en alle beenderen zijn heel verweerd omdat ze voor hun ontdekking blootgesteld waren aan de elementen. Waarschijnlijk kwamen de dieren om doordat hun ledematen en het achterste deel van hun lichaam vast kwamen te zitten in de modder van een uitdrogende drinkplaats op een semi-aride overstromingsvlakte of riviervlakte. De skeletten verloren tijdens de ontbinding in situ langzaam hun anatomisch verband en na de ontbinding lagen de beenderen onbeschermd door sediment op het oppervlak. De omringende modder kreeg krimpscheuren die door de wind met zand gevuld werden. Daarna werden de beenderen volledig door sedimenten bedekt. Het is onduidelijk of de beenderen van het jonge dier braken door bioturbatie of door de krimpscheuren. Nedcolbertia justinhofmanni leefde in een gebied met afwisselend vochtige en extreem droge perioden, zoals in een moessonklimaat. De beenderen vertonen sporen van de activiteiten van aaseters.

## Beschrijving
Nedcolbertia is een kleine tweevoetige roofsauriër. Het holotype is ongeveer anderhalve meter lang; de paratypen wijzen op individuen van drie meter lengte, maar waren gezien de onvolkomen vergroeiing van hun wervels nog steeds niet volgroeid.
De beschrijvers wisten enkele typerende kenmerken vast te stellen die echter geen lijst van echte unieke afgeleide eigenschappen, autapomorfieën, vormen. Nedcolbertia is een lichtgebouwde rennende vorm. De ruggenwervels zijn gepneumatiseerd in vrij eenvoudige structuren, afwijkend van die van meer afgeleide theropoden. De hand is slank met lange vingerkootjes. De duimklauw is groot en gekromd met een groot uitsteeksel als aanhechting voor de pees van de krommende spier. De tweede handklauw is duidelijk kleiner. Het achterbeen is slank. Het dijbeen is in het midden wat gebogen. De dijbeenkop is schuin naar onderen gericht. Op het dijbeen is de trochanter minor duidelijk lager dan de trochanter major; de vierde trochanter is welgevormd en bevindt zich boven het midden van de achterrand van de schacht. Het onderbeen is langer dan het bovenbeen. De opgaande tak van het sprongbeen beslaat bijna een kwart van de voorste schacht van het scheenbeen. De voet is net zo lang als het onderbeen; de middenvoet heeft een eerste middenvoetsbeen en het derde is weliswaar bovenaan toegeknepen maar niet van het vooroppervlak gedrongen. De voetklauwen zijn lang, asymmetrisch en driehoekig in doorsnede; een sikkelklauw ontbreekt. Deze opsomming onderscheidt niet zozeer maar sluit bepaalde groepen als verwanten uit.
Door de gebrekkige preservering van de fossielen zijn er maar weinig aanvullende details te geven. De staartwervels zijn amficoel, hol aan de uiteinden, en middenin ingesnoerd. Bij het holotype wijzen sterke verruwingen op uitgebreide kraakbeenkappen, zoals past bij de jonge leeftijd. Op de onderkant van de voorste staartwervels is er vlak voor de rand bij beide uiteinden een putje zichtbaar; deze uithollingen zijn verbonden door een ondiepe middengroeve. De chevrons zijn lang en iets naar achteren gebogen. Mogelijkerwijs was de basis van de staart iets naar beneden gericht want er is daaruit een wervel gevonden waarvan het achtereinde duidelijker lager ligt.
In de schoudergordel is het ravenbeksbeen vrij hoog met een opvallende knobbel in het midden van het blad, als aanhechting voor de armspieren. Het opperarmbeen heeft een slanke schacht maar is bovenaan en onderaan robuust verbreed. In de slanke hand is de tweede klauw veel smaller dan de eerste.
In het bekken is de bovenkant van het schaambeen vrij hoog met een lang raakvlak met het zitbeen. De schacht van het schaambeen is recht en eindigt in een "voet" met een lang achterste uitsteeksel; het voorste uitsteeksel lijkt afwezig te zijn. De schaambeenderen zijn over de onderste helft vergroeid. De lengte van het zitbeen is niet vaststelbaar. Bij het holotype heeft de voet een lengte van 207 millimeter.

## Fylogenie
De beschrijvers plaatsten Nedcolbertia met zekerheid in de Tetanurae en onder voorbehoud basaal in de Coelurosauria. Die laatste plaatsing werd door latere onderzoekers meestal aangehouden. In 2017 concludeerde een studie dat het een basaal lid zou kunnen zijn van de Ornithomimosauria maar niet op basis van een exacte kladistische analyse.